# Draconettidae
Draconettidae é uma família de peixes da subordem Callionymoidei.

## Espécies
Existem onze espécies agrupadas em dois géneros:
- Género Centrodraco Regan, 1913
  - Centrodraco abstractum Fricke, 2002.
  - Centrodraco acanthopoma (Regan, 1904).
  - Centrodraco gegonipus (Parin, 1982).
  - Centrodraco insolitus (McKay, 1971).
  - Centrodraco nakaboi Fricke, 1992.
  - Centrodraco ornatus (Fourmanoir & Rivaton, 1979).
  - Centrodraco otohime Nakabo & Yamamoto, 1980.
  - Centrodraco pseudoxenicus (Kamohara, 1952).
  - Centrodraco rubellus Fricke, Chave & Suzumoto, 1992.
  - Centrodraco striatus (Parin, 1982).
- Género Draconetta Jordan and Fowler, 1903
  - Draconetta xenica Jordan & Fowler, 1903.